# Клевенка (железнодорожная станция)
Клевенка — железнодорожная станция в Ивантеевском районе Саратовской области в составе линии Пугачёвск - КрасногвардеецПриволжской железной дороги. Находится на участке с тепловозной тягой железнодорожной линии «Сенная — Новоперелюбская». На станции эксплуатируется одна платформа длиной 240 метров – боковая , низкая , прямая.

## География
Станция находится примерно в 1,6 км юго-западнее центра села Клевенка.

## История
Строительство станции началось в 1974 г. по проекту Уралгипротранса. Введена в строй в 1981 г.